# Gunnar Gröpe
Gunnar Gröpe, även kallad Gundevar, Grundvar, Gunnar Gruffasson eller Lafse, är en historiskt icke belagd person som skall ha anfört de värendsbor som mördade missionären Sigfrids tre systersöner Unaman, Sunaman och Vinaman år 1022. Gunnar Gröpe påstås ha varit en lokal härskare i Värend runt år 1020.
Gunnar Gröpe påstås vara son till Geriche, som levde runt 980 och uppges ha varit kung över Värmland och Dalarna, och dennes hustru Gruffa, som var norsk konungadotter av Harald Hårfagers ätt. Han ska ha varit född på 900-talet i Danmarks socken i Uppland.
Gunnar Gröpe påstås vara en av de tolv småländska herrar, som 1022 lät halshugga S:t Sigfrids tre syskonsöner för att förhindra att kristendomen bredde ut sig. Detta skedde i en by på Gelbogeberg, som nu kallas Kronoberg. För detta dåd ska han ha fördrivits i landflykt från Värend av kung Olof Skötkonung. Hans gods, Hof och Tjurby, blev indragna och lagda under kyrkan i Växjö.

## Begravningsplats
Enligt Anders af Botin ska han ha dött i Blekinge, fortfarande som hedning, och ligga begraven i Tving. På kyrkogården i Tving finns en sten, som anses vara en minnessten över Gröpe.
Magister Jonas Bång hävdar å andra sidan, i sin stamtavla över ätten Ulfsparre, han dog i Danmarks socken och är begravd vid Tjockstads by. En runsten på denna plats anger att Thorsten och Gura lät resa den efter deras fader Lafse.

## Övriga påståenden
Enligt traditionen var han känd för att vara grym ("gröp").[källa behövs]
Enligt en annan tradition, återgiven ännu i Gabriel Anreps ättartavlor, är Gunnar Gröpe anfader till den adliga ätten Trolle. Han lär ha slagit huvudet av ett troll, och efter denna bragd tog ätten sitt namn.